# Dacnomys millardi
Dacnomys millardi és una espècie de mamífer rosegador de la família dels múrids. Viu a altituds d'entre 1.000 i 3.000 msnm a l'Índia, Laos, el Nepal, el Vietnam i la Xina. El seu hàbitat natural són els boscos primaris montans tropicals i subtropicals. Es desconeix si hi ha cap amenaça significativa per a la supervivència d'aquesta espècie. Aquest tàxon fou anomenat en honor del naturalista britànic Walter Samuel Millard.